# Penor Rinpoché
Kyabjé Drubwang Pema Norbu Rinpoche tibétain : པདྨ་ནོར་བུ་, Wylie : pad+ma nor bu, né le 30 janvier 1933 et mort le 27 mars 2009, était le 11e détenteur du trône de la lignée de Palyul, de école Nyingmapa de bouddhisme tibétain, et qui aurait été une incarnation de Vimalamitra. Il était renommé dans le monde bouddhiste tibétain comme un maître Dzogchen. Il était un des rares professeurs encore en vie de sa génération ayant reçu l'ensemble de son entraînement (dans le sens traditionnel) au Tibet sous la direction de ce que les bouddhistes tibétains considèrent comme des professeurs pleinement éveillés.

## Biographie

### Vie au Tibet
Penor Rinpoché est né le 30 janvier 1933 dans la région de Powo du Kham, au Tibet oriental. Il a été reconnu en 1936 par Khenpo Ngaga Rinpoché. Pema Norbu a été formellement intronisé par son lama racine, Thubten Chökyi Dawa (1894-1959), le 2e Choktrul Rinpoché, et Karma Thekchok Nyingpo (1908-1958), le 4e Karma Kuchen Rinpoché. Il a reçu sa formation au monastère de Palyul au Tibet, étudiant et recevant les enseignements de nombreux maîtres et érudits, y compris du Karma Kuchen précédent, le 10e détenteur du trône. (NB : le nouveau Karma Kuchen habite actuellement au Tibet).

### Établissement en Inde
En 1959, compte tenu de la situation profondément tendue au Tibet oriental, Penor Rinpoché est parti avec 300 autres Tibétains pour le Royaume Caché de Pema Köd dans le nord-est de l'Inde. Seules 30 personnes du groupe ont survécu. En 1961, ils se sont déplacés dans l'Inde du sud à Bylakuppe dans plusieurs camps de réfugiés tibétains. Penor Rinpoché a construit au début un temple en bambou pour former une petite poignée de moines en 1963.

### Monastère de Namdroling

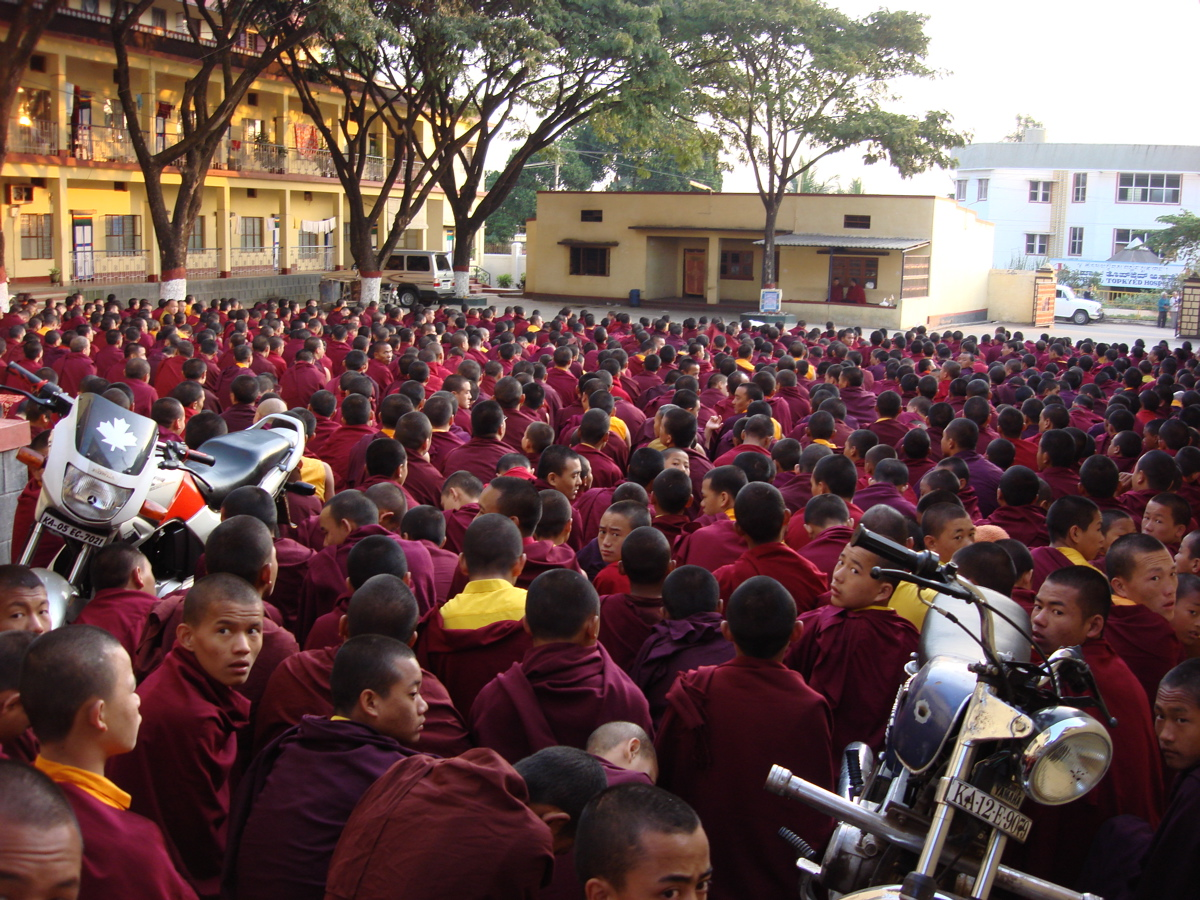
Moines au monastère de Namdroling en 2006.

## Étudiants principaux

### Tulkus
Les trois étudiants principaux de Penor Rinpoché (fils de cœur) sont Karma Kuchen Rinpoché, Khentul Gyangkhang Rinpoché et Mugsang Kuchen Rinpoché. D’autres étudiants importants sont Ajam Rinpoché, Chonjur Tulku Rinpoché, Dakmar Rinpoché, Jetsunma Ahkon Lhamo, Jigme Lodro Rinpoché, Ogyen Tulku Rinpoché, Sakyong Mipham Rinpoché, Khenpo Chimed Rinpoché.